# بیمارستان خاتم‌الانبیا (زاهدان)
بیمارستان خاتم‌الانبیا، بیمارستانی است درمانی واقع در شهر زاهدان، استان سیستان و بلوچستان وابسته به دانشگاه علوم پزشکی زاهدان که در سال ۱۳۵۰ با ۲۵ تخت افتتاح و هم اکنون با ۲۷۱ تخت در حال فعالیت است.